# Smith, Kline & French

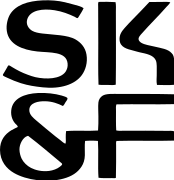
logo du groupe SK&F

Ne doit pas être confondu avec SKF.
Smith, Kline & French (SK&F) puis SmithKline-RIT (à partir de 1968) était un groupe pharmaceutique américain, qui fait maintenant partie du groupe britannique GlaxoSmithKline.

## Historique
En 1830, John K. Smith (en) (✝1845) ouvre sa première pharmacie à Philadelphie (Pennsylvanie, États-Unis). 
En 1841, son frère George se joint à lui et ils forment John K. Smith & Co.
En 1855, George Smith ouvre une seconde pharmacie à Philadelphie.
En 1865, Mahlon Kline (en) (1846-1909), un jeune comptable, se joint à l'entreprise qui devient une décennie plus tard Smith, Kline & Company.
En 1891, cette dernière acquiert le grossiste French, Richards & Co. et la compagnie est nommée Smith, Kline & French.
Un département recherche et développement est créé en 1925 ; la compagnie porte le nom Smith, Kline & French Laboratories car elle se concentre plus sur la recherche à partir de 1929 : la Benzédrine (en), une amphétamine, est issue de la recherche en chimie organique cette année-là.
Dans les années 1950, la société implante un nouveau laboratoire à Philadelphie ; elle acquiert ensuite Norden Laboratories, une entreprise effectuant des recherches en santé animale.
En 1968, Smith, Kline & French acquiert les laboratoires RIT (Recherche et Industrie Thérapeutiques (en)), un fabricant de vaccins implanté en Belgique. L'entreprise est rebaptisée alors SmithKline-RIT. Elle commence à s'étendre à l'international, rachetant sept laboratoires au Canada et aux États-Unis en 1969.
En 1982, elle acquiert Allergan, un fabricant de produits d'ophtalmologie, de neurologie et de dermatologie. Plus tard dans l'année, les sociétés Smith, Kline & French et Beckman Inc. fusionnent pour former SmithKline Beckman Corporation.
En 1989, la compagnie Beckman regagne son indépendance après[C'est-à-dire ?] la fusion de SmithKline avec Beecham Group (en) pour former SmithKline Beecham
En décembre 2000, GlaxoWellcome fusionne avec SmithKline Beecham pour former GlaxoSmithKline (GSK) : la transaction fusion-acquisition se lève à plus de 75 milliards de dollars, l'une des plus élevées dans son domaine.

## Découverte des antihistaminiques H2
En 1997 à Harlow, Angleterre, et à nouveau en 1998 à King of Prussia (Pennsylvanie), la découverte des antihistaminiques H2, par James Whyte Black et son équipe, a été désignée comme un International Historic Chemical Landmark, accordé conjointement par la Royal Society of Chemistry et l'American Chemical Society. Introduite en Grande-Bretagne en 1976 sous le nom commercial Tagamet, la cimétidine est rapidement devenue le médicament d'ordonnance le plus vendu au monde.